# Горобейник лікарський
Горобейник лікарський (Lithospermum officinale) — вид трав'янистих рослин родини шорстколисті (Boraginaceae), поширений у Європі, помірній Азії та на території Індійського субконтиненту.

## Опис
Багаторічна рослина 50–100 см заввишки. Рослина без прикореневих розеток і безплідних пагонів, здебільшого коротко притиснуто-волосиста. Стебла (є тільки квітконосні) прямі, вгорі зазвичай волотисто-гіллясті. Листки густо розташовані, цільні, ланцетні, довго загострені. Квітки дрібні, спочатку в густих, при плодах сильно видовжених завитках. Чашечка ≈4 мм завдовжки; віночок злегка її перевищує, 4–5 мм в діаметрі, білий або жовтувато-білий, у зіві з короткими перистими сводиками. Горішки білі, блискучі, гладкі.

## Поширення
Поширений у Європі, помірній Азії та на території Індійського субконтиненту; натуралізований у деяких країнах.
В Україні вид зростає у світлих лісах, серед чагарників, на сухих відкритих і засмічених місцях уздовж доріг, на полях — на всій території звичайний; у Карпатах до підніжжя гір; в Криму в усіх гірських районах до яйл включно. Фарбувальна, медоносна, жироолійна рослина.

## Використання
У стародавньому Китаї коріння використовували для фарбування вовни та шовку. Барвник дає фіолетовий і пурпуровий відтінки.
Рослина раніше використовувалася в медицині.

## Галерея

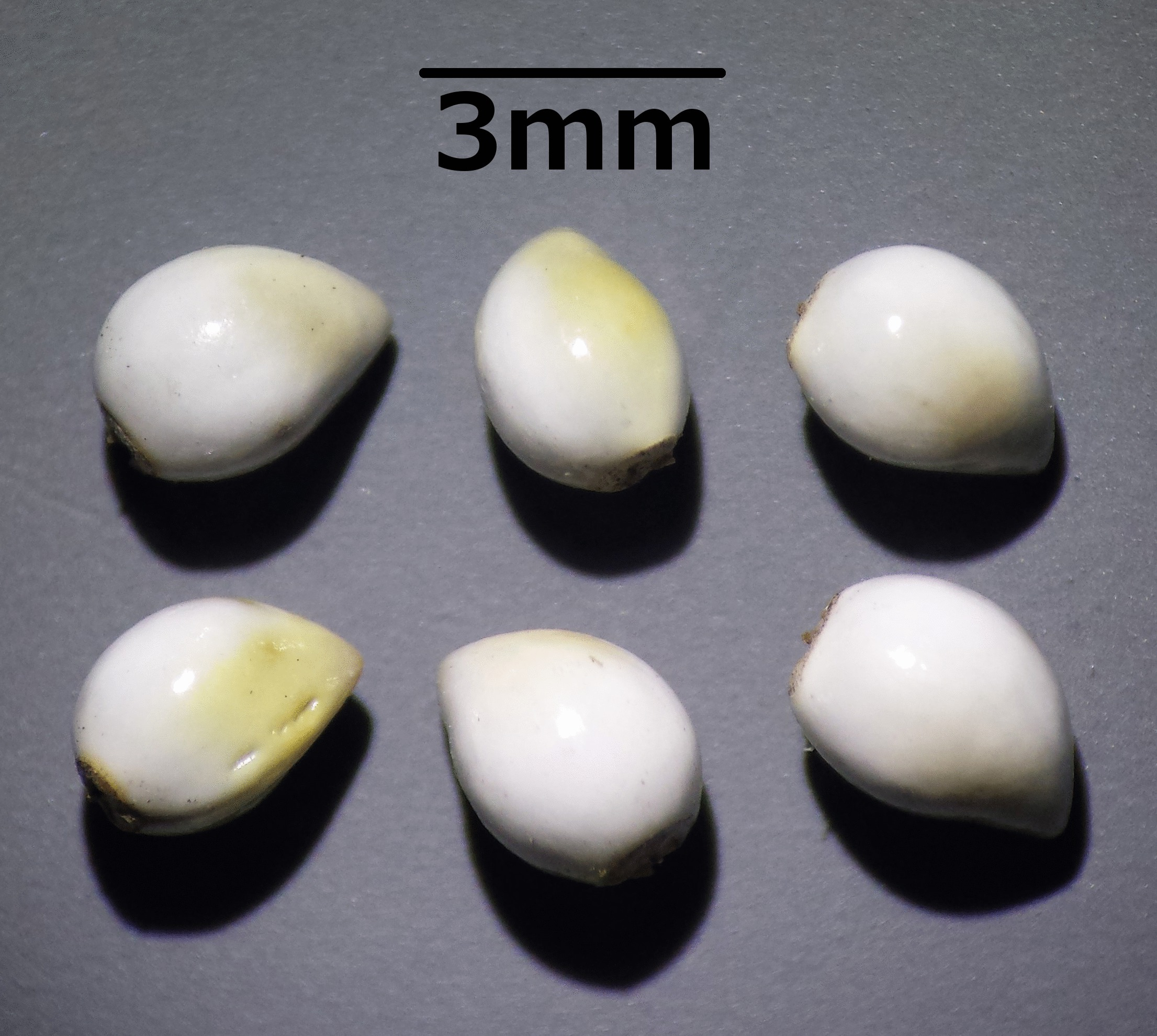
плодики
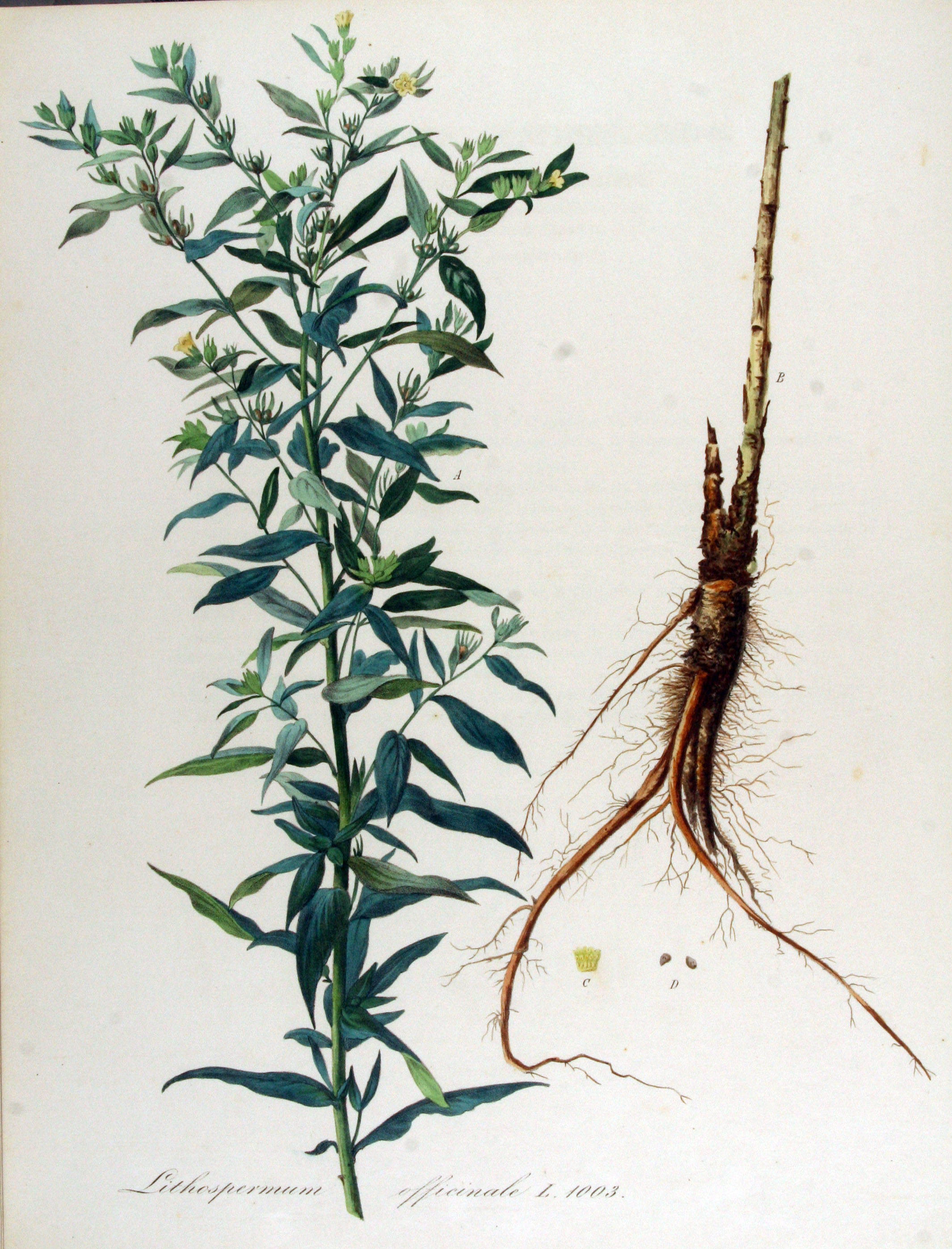
ілюстрація